# 2130 Evdokiya
2130 Evdokiya este un asteroid din centura principală, descoperit pe 22 august 1974 de Liudmila Juravliova.